# 阿姆拉赫
阿姆拉赫是奥地利蒂罗尔州利恩茨县的一个市镇。总面积22.49平方公里，总人口362人，人口密度16.1人/平方公里（2005年）。